# Adam Rychel

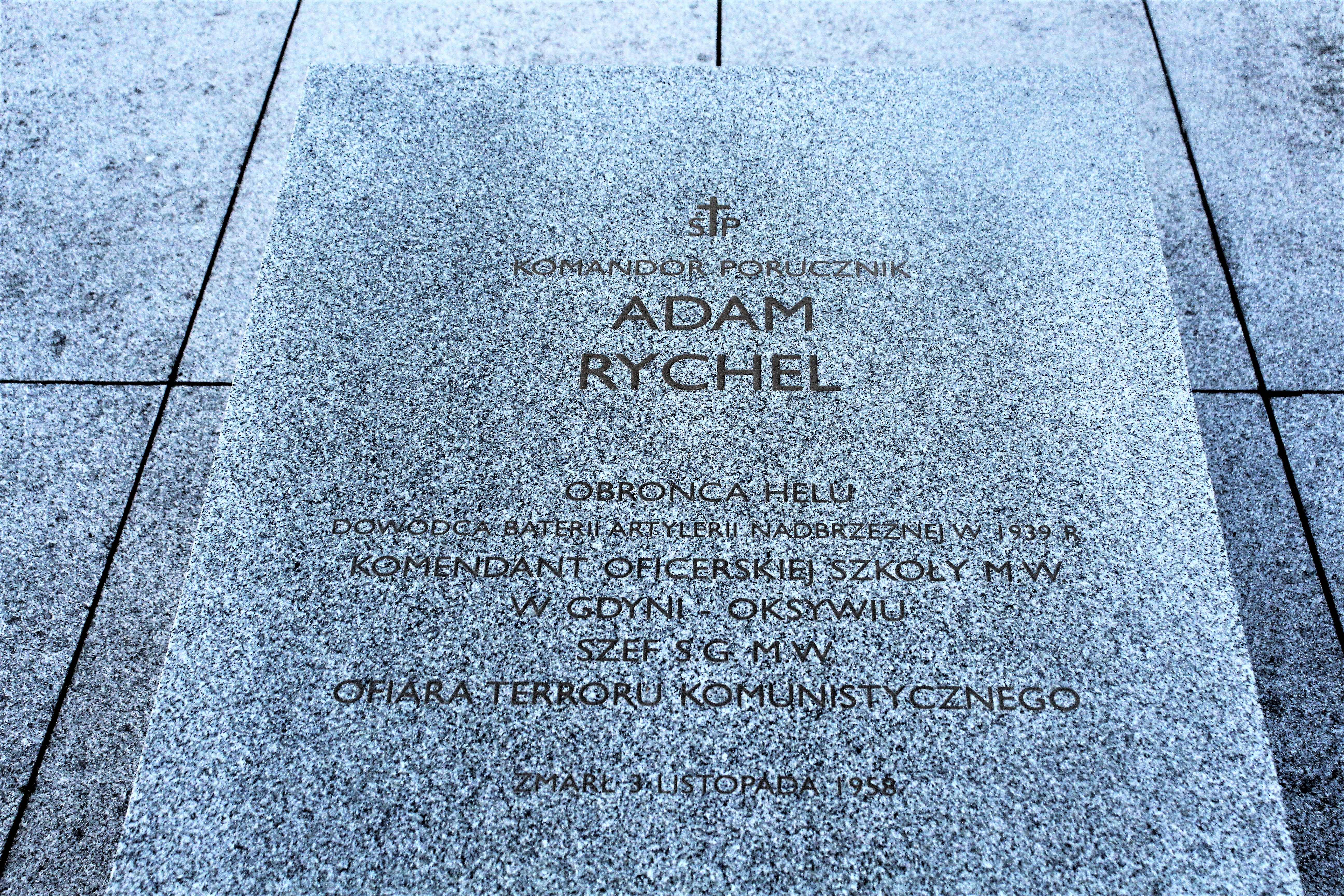
Grób na Cmentarzu Marynarki Wojennej w Gdyni

Adam Stanisław Rychel (ur. 23 grudnia 1909 w Wieliczce, zm. 3 listopada 1958) – komandor porucznik Marynarki Wojennej. 

## Życiorys
Urodził się w rodzinie Stanisława i Antoniny. W marcu 1939 roku został dowódcą baterii artylerii nr 33 „greckiej”). Obrońca Helu w 1939, trafił do niemieckiej niewoli, przebywał m.in. w Oflagu II C Woldenberg, po wojnie drugi komendant Oficerskiej Szkoły Marynarki Wojennej i zastępca szefa Sztabu Głównego Marynarki Wojennej. W grudniu 1951 aresztowany i torturowany przez organa Informacji Wojskowej, zachorował psychicznie i 28 sierpnia 1953 został zwolniony z aresztu.
Pochowany wraz z żoną Ellą (zm. w czerwcu 2004) na Cmentarzu Marynarki Wojennej w Gdyni-Oksywiu.
W 2018 został pośmiertnie awansowany na stopień komandora.